# Leea compactiflora
Leea compactiflora là một loài thực vật hai lá mầm trong họ Nho. Loài này được Kurz miêu tả khoa học đầu tiên năm 1873.